# Едвард Руліковський
Е́двард Леопольд Руліко́вський (також Руликовський, пол. Edward Leopold Rulikowski; 1825, Мотовилівка — 21 квітня 1900) — польський історик і етнограф, уродженець та дослідник Правобережної України.

## Біографія

герб Борейків

Едвард Леопольд Руліковський (творчі псевдоніми — Едвард з Порадова, Онуфрій з Порадова) народився 1825 року в селі Мотовилівці Васильківського повіту в заможній родині місцевого поміщика Юзефа Казімежа Антонія Руліковського з Гонятичів та його дружини Софії з Борейків. Батько Едварда був маршалком повітової шляхти та засновником костелу в Мотовилівці. Батько матері — Вацлав Борейко з Кнерутів — був рівненським повітовим маршалком, власником маєтку в селі Самостріли. Містечко Мотовилівка разом із навколишніми населеними пунктами перебувало у власності родини Руліковських із середини XVIII сторіччя, яка отримала його у спадок від відомого українського роду Аксаків.

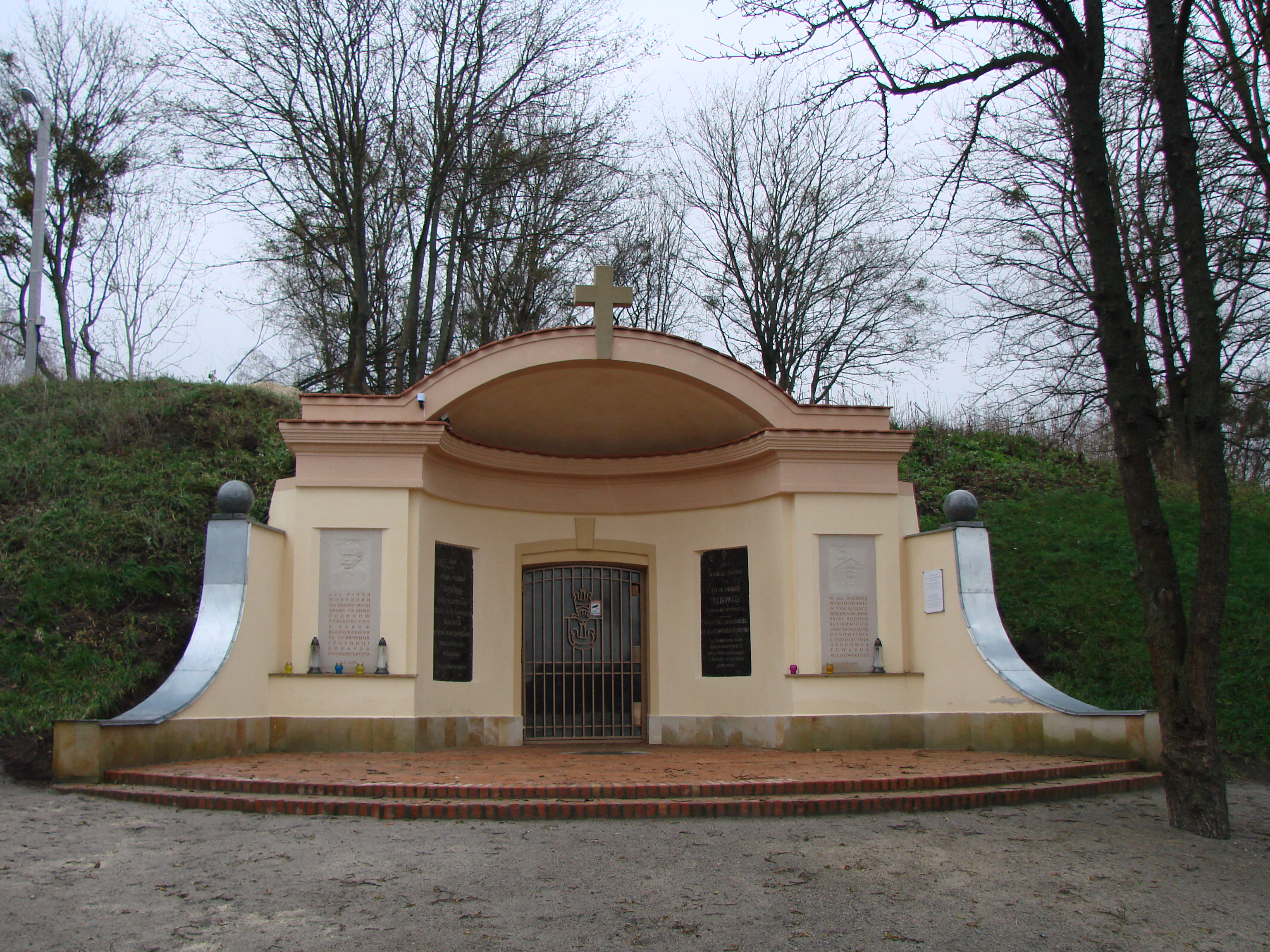
Склеп Руликовських після реставрації, Велика Мотовилівка

Дитинство Едварда минуло поруч з братами Вацлавом і Антонієм у маєтку дідуся Вацлава Борейка (чи Ігнація) в Самострілах. Отримав спочатку домашню освіту, потім навчався у Парижі, в Колеж де Франс та у Сорбонні.
Після повернення в Україну Едвард досліджує шляхетські архіви. Тоді він перебував під значним впливом своїх старших товаришів Міхала Грабовського, який заохотив молодого Руліковського до вивчення історії, й Костянтина Свідзінського — відомого колекціонера та любителя давнини, родича дружини брата Вацлава. Результатом роботи Едварда стала його монографія «Опис Васильківського повіту з точки зору історії, звичаїв, статистики». Це була перша комплексна краєзнавча праця на південній Київщині та одна з перших в Україні. Вона містить історію цього регіону від часу появи тут земельної власності, хронологію зміни власників, а також безцінний етнографічний і топографічний матеріал. Руліковський увів до наукового обігу багато нових фактів і матеріалів. Зокрема, саме він вперше згадав про князів Половців-Рожиновських і навів письмові джерела, про історію цього роду, описав давні шляхи, що проходили цими землями, висловив багато спостережень щодо природних явищ. Праця Руліковського пересипана колоритними місцевими легендами (одна з них — про виникнення назви Біла Церква), які автор розглядав як етнографічне джерело із зернами правди.
Робота Е. Руліковського здобула високу оцінку тогочасних науковців, зокрема Юліана Бартошевича та Вацлава Олександра Мачейовського, схвально відгукнувся про неї Йоахім Лелевель. Книжку переклали російською мовою. Лаврентій Похилевич, автор «Сказаний о населенных местностях Киевской губернии» зазначає:

| «Эдуард Руликовский… известен описанием уезда Васильковского, составленным на польском наречии, из которого мы заимствовали большей частью сведения о прежней судьбе Мотовиловки и некоторых других сел». |
Похилевич у своїх творах часто несправедливо й не зовсім коректно критикує попередника, хоч саме праці Руліковського, а не Похилевича пізніше визнали найкращими краєзнавчими роботами про Київщину XIX століття.

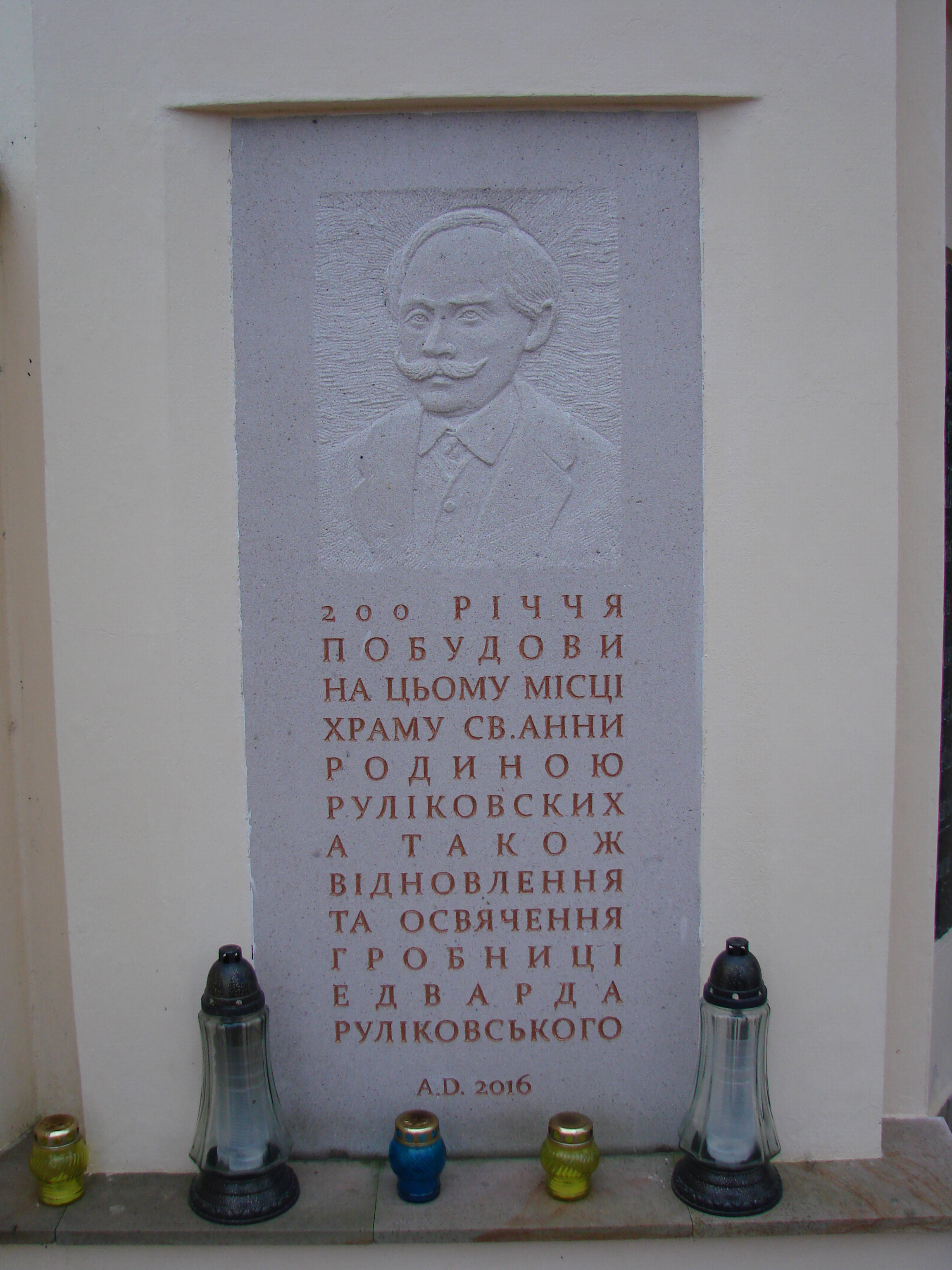
Склеп Руликовських, Велика Мотовилівка

Брат Едварда Вацлав з 1840 до 1856 року володів маєтком у Пашківці (нині Бучанського району), де в маєтку знайшов архів магнатів Харлінських, який містив дуже багато цінних відомостей із історії Приірпіння. Саме вони лягли в основу другої фундаментальної книжки Руліковського «Опис повіту Київського», яка вийшла друком уже після його смерті. Збираючи матеріали для цієї книжки, автор п'ять років працював в архівах Львова, Рима та Парижа, де зав'язав контакти із Северином Ґощинським.
1855 року історик опублікував у «Варшавському щоденнику» життєпис генерал-майора графа Яна Стахурського — видатного військового діяча Речі Посполитої, який у XVII столітті був комендантом Білої Церкви, незабаром вийшла друком ще одна монографія Руліковського, присвячена історії Трипілля над Дніпром та його околиць.
Фрагмент книжки «Опис повіту Київського» — «Дороги та шляхи на правому березі Дніпра» 1878 року було надруковано у збірнику «Atteneum», наступною в збірці «Квіти та плоди» вийшла праця «Протягом кількох століть», у якій змальовується історія Брацлавщини з XIV до XVIII століття. У «Збірці відомостей, що стосуються антропології краю», що її видавала Антропологічна комісія Академії наук, членом якої вчений став 1879 року, було опубліковано статті «Етнографічні записки з України», «Могила в Геленівці Васильківського повіту на Україні, досліджена в 1879 році», «Кам'яні намистини, знайдені на правому березі басейну Дніпра». Час від часу праці Руліковського публікували в «Хроніці відомостей з краю та закордону» («Слово про батька Мазепи»), «Варшавському щоденнику» («Про Мазепу») та інших виданнях.
Як член Археологічного та Статистичного товариства брав участь у з'їздах російських археологів у Києві 1874 та 1899 років, активно займався проведенням місцевих археологічних досліджень, розкопками курганів. Едвард Руліковський мав у Мотовилівці кам'яний двоповерховий будинок, а також сад, у який звозив «останки старины, чтобы предотвратить их от уничтожения». Він об'їздив усю Київщину, відвідав кожен описаний ним населений пункт.
З 1880 року Едвард Руліковський співпрацював з редакцією «Словника географічного Королівства Польського та інших країв слов'янських», був автором багатьох статей щодо місцевостей в Україні (зокрема, Монастирище, Самостріли) та Білорусі.
Мар'ян Дубецький, видавець книжки «Опис повіту Київського», відзначає, що в «Словнику географічному…» «жодна з земель давньої Речі Посполитої не була так ґрунтовно опрацьована, як ці околиці України, описані Едвардом Руліковським».
До останніх днів науковець не полишав своїх досліджень. Книжка «Опис повіту Київського», — згадував Мар'ян Дубецький, — потрапила до нього «без титульної сторінки, кількох сторінок у кінці й кількох у середині». Видана навіть у такому вигляді через 13 років після смерті автора, вона й сьогодні — неоціненне джерело для краєзнавців.
У рукописі лишилася ще одна книжка — «Історія зовнішня, а також внутрішня Києва у зв'язку з загальною історією краю», що згідно із заповітом автора, зберігається в Оссолінеумі у Львові. 1899 року Е. Руліковський передав свою археологічну колекцію у дар створеному Київському художньо-промисловому та науковому музеєві імператора Миколи Олександровича (неофіційна назва — музей старожитностей та мистецтва).

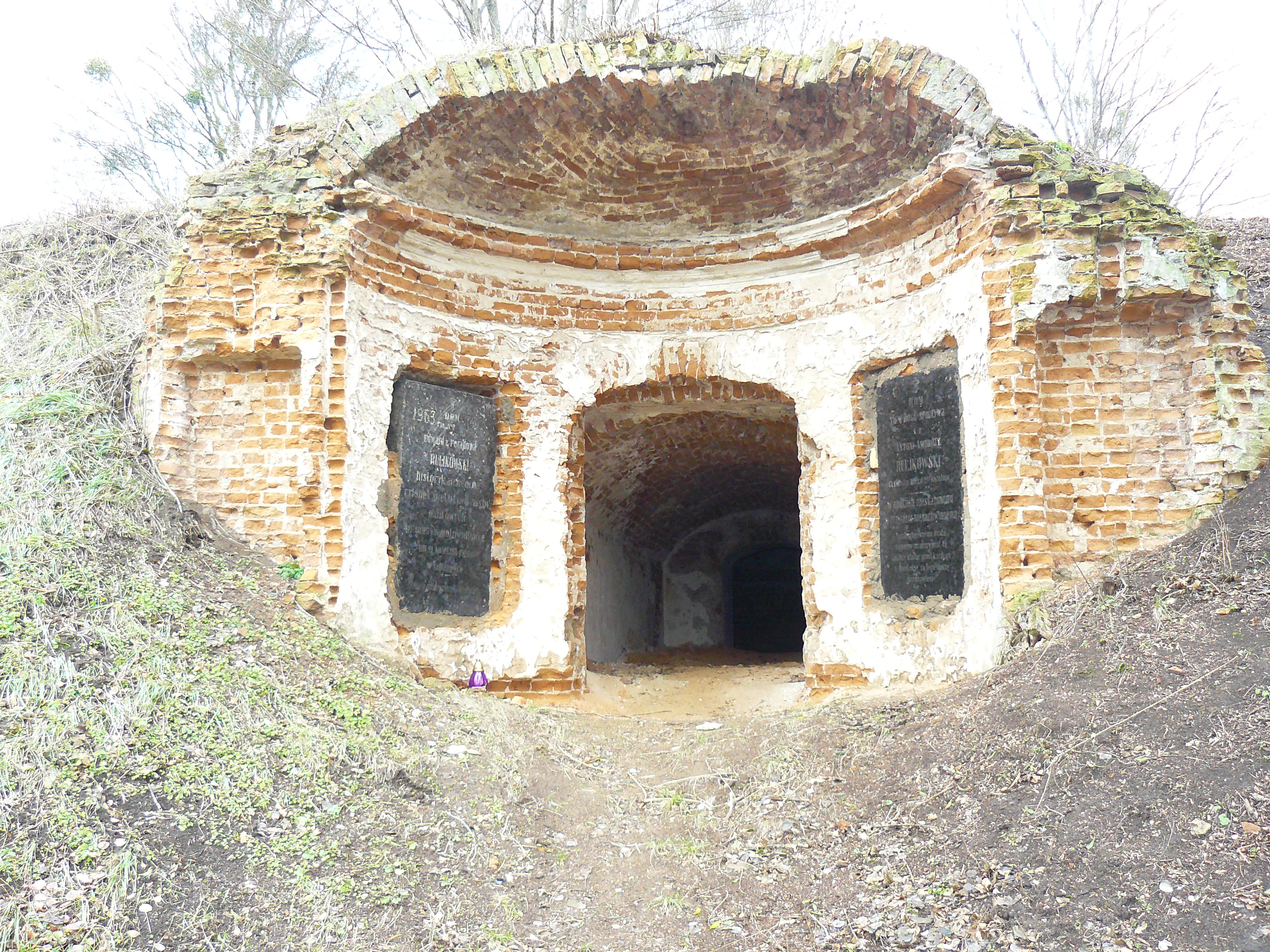
Усипальниця Руліковських у с. Велика Мотовилівка Фастівського району Київської області

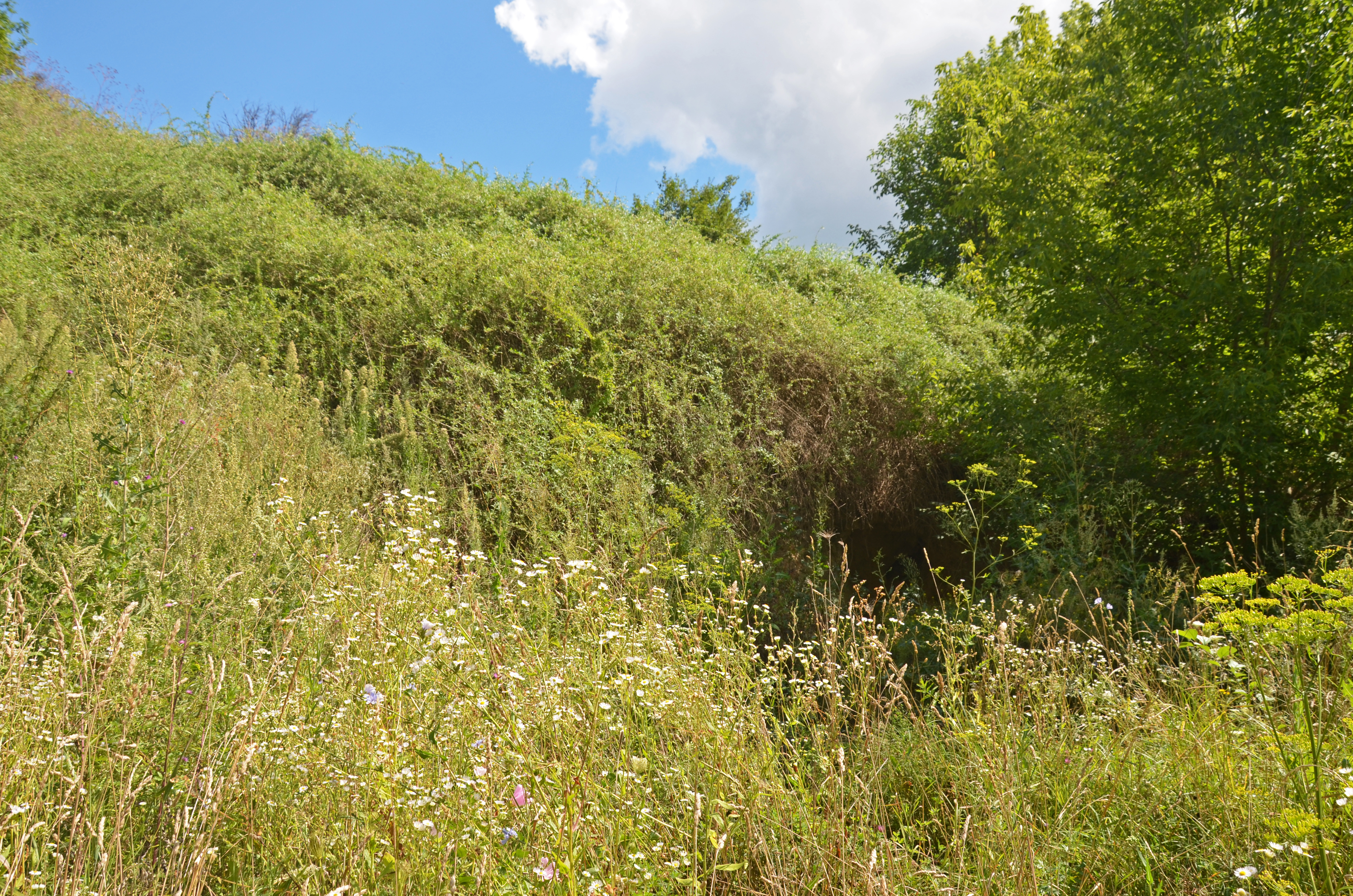
Залишки маєтку Руліковських, що заросли чагарниками, Велика Мотовилівка

Останні роки свого життя дослідник провів у Києві. Й. Талько-Хринцевич залишив нам такий опис зовнішності цієї незвичайної людини: «Обличчя мав серйозне. Вся постать ніби вийнята з рами старого історичного портрета…» Помер Едвард Руліковський 21 квітня 1900 року в Солтанівці поблизу Києва. Його поховали у родинній усипальниці у Мотовилівці, біля якої знаходиться місцевий будинок культури.

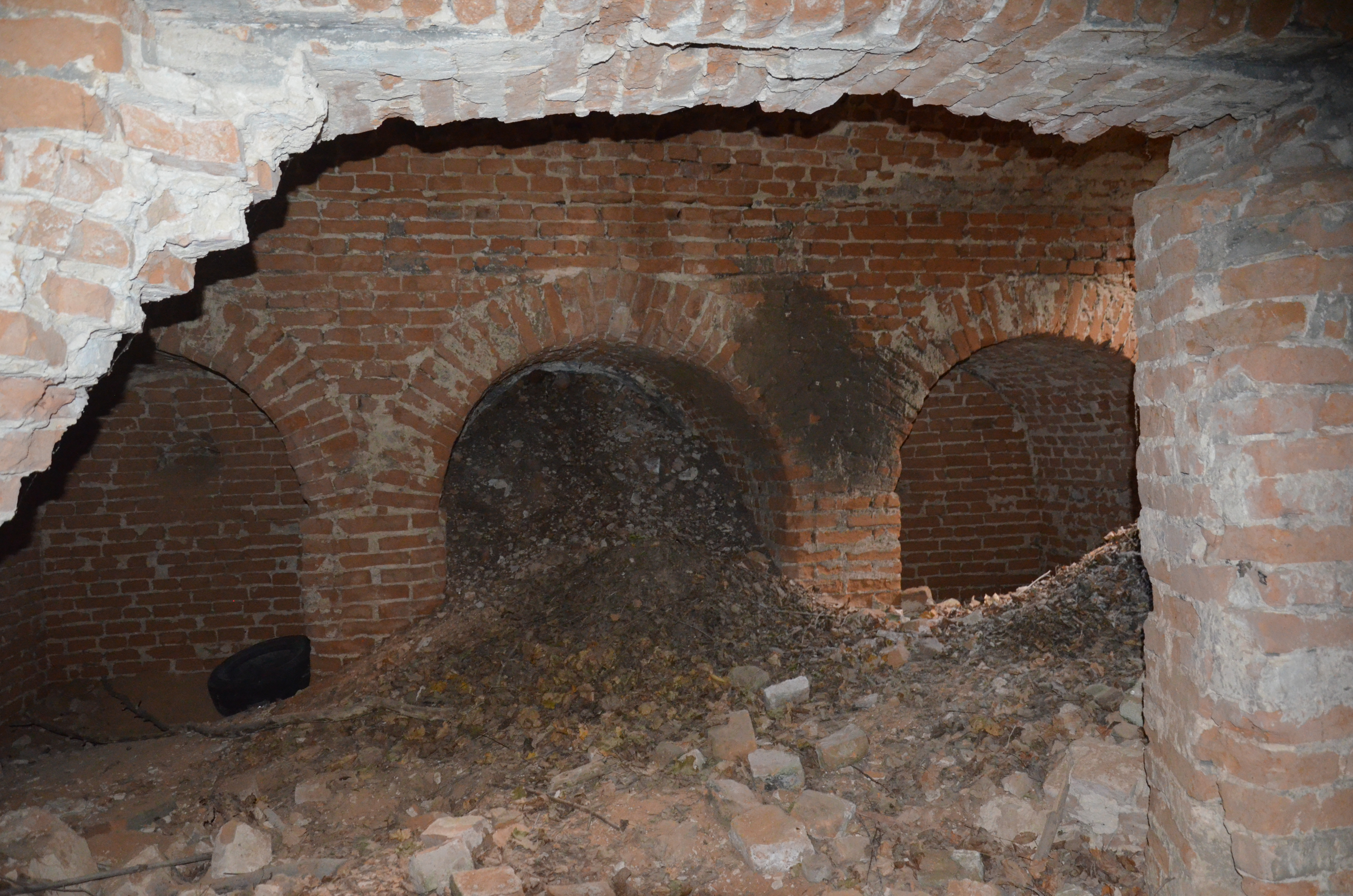
Залишки костелу, побудованого Руликовськими, Велика Мотовилівка

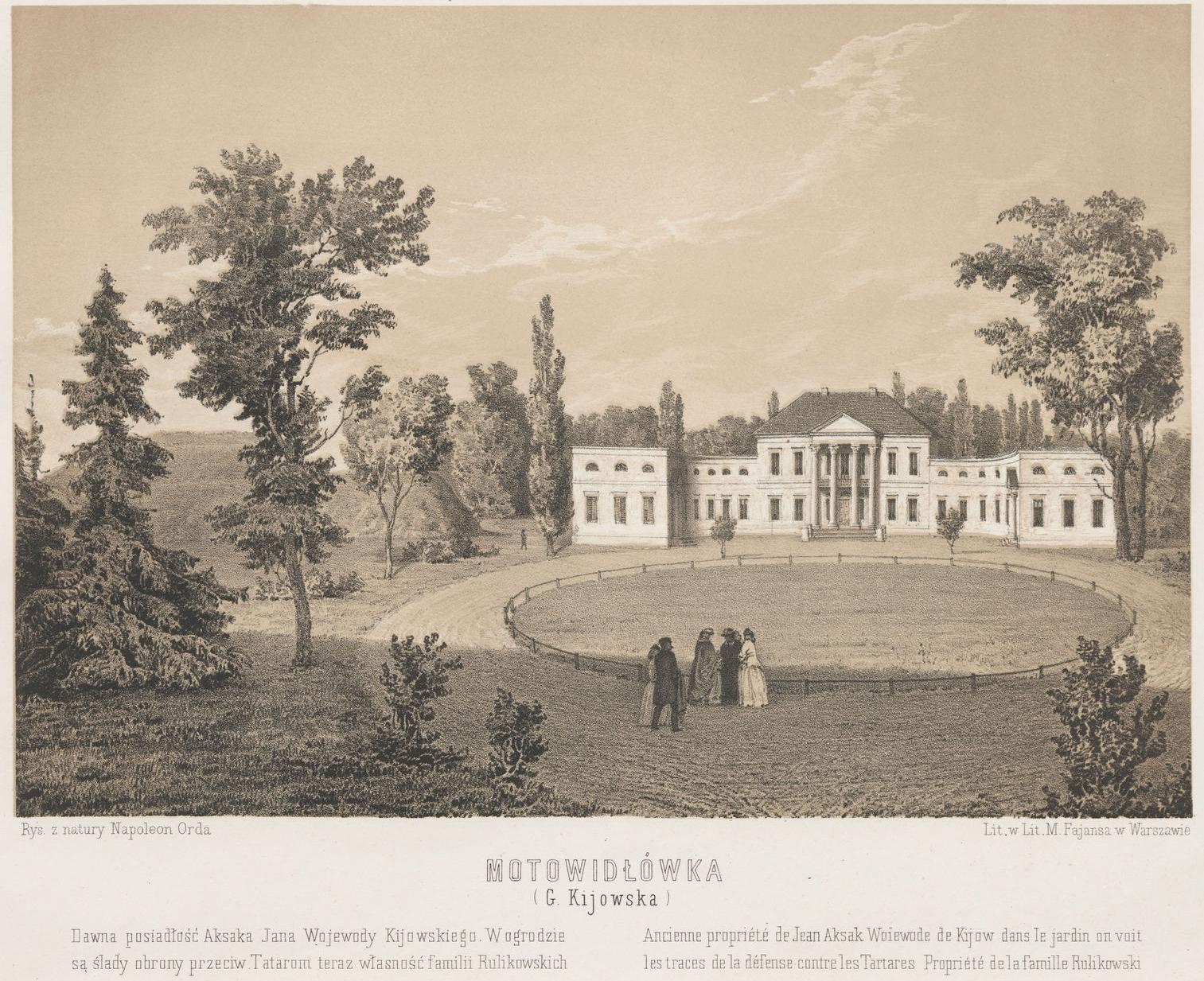
Палац в 1875 році на рисунку Наполеона Орди

Його величезна спадщина, що містила копії архівних та бібліотечних матеріалів, етнографічні колекції та кореспонденцію, зберігалась на початку ХХ сторіччя в Сан-Джуліано біля Пізи в Італії, де мешкала його племінниця та спадкоємиця, дочка Едмунда Руліковського Ельжбета Бошняцька. Згодом вона передала її до Оссолінеуму у Львові, де принаймні якась її частина зберігається досі.

## Праці
Найважливіші праці Е. Руліковського:
- «Opis powiatu Wasilkowskiego» (1853),
- «Dawne drogi і szlaki па prawym brzegu Dniepra» («Ateneum» 1878),
- «Zapiski etnograficzne z Ukrainy» (1879),
- «Opis powiatu Kijowskiego» (1913);
- ст. і довідки про міста і села України у вид. «Słownik geograficzny Królewstwa Polskiego i innych krajów slowiańskich» (1880–1904).

## Вшанування
20 грудня 2015 року у Великій Мотовилівці відбувся вечір-реквієм до 190-ліття з дня народження вченого.